# Novion-Porcien
Novion-Porcien è un comune francese di 511 abitanti situato nel dipartimento delle Ardenne nella regione del Grand Est.

## Società

### Evoluzione demografica
Abitanti censiti